# Domènec Joan Sanllehy i Alrich
Domènec Joan Sanllehy i Alrich   (Barcelona, 6 de setembre de 1847 - Barcelona, 9 de gener de 1911) fou un polític català, fill del metge homeòpata Joan Sanllehy i Metges (1821-1900) i de Gertrudis Alrich. També era gendre del banquer Manuel Girona i Agrafel, ja que es casà amb la seva filla Anna Girona i Vidal, futura marquesa de Caldes de Montbui, amb qui va tenir Carles Sanllehy i Girona (1882-1973).

## Biografia
Estudià dret i milità en el Partit Liberal Conservador, partit amb què fou escollit membre de la Diputació de Barcelona el 1901 i alcalde de Barcelona el setembre del 1906. També va invertir en ferrocarrils i fou membre de la comissió organitzadora de la Caixa de Pensions de Barcelona.
Durant el seu mandat s'inicià la reforma interior de Barcelona. Va dimitir el maig del 1908 arran d'una moció de censura de l'oposició, en suspendre l'aprovació de la base del pressupost de Cultura que feia referència a l'ensenyament neutre. Tot i això, la dimissió no li fou acceptada fins a l'any següent. Entre altres càrrecs també va ser president de la Societat d'Atracció de Forasters de Barcelona, creada per ell el 1908, i president del Cercle del Liceu el 1900-1903, el 1905-1906 i el 1909-1910.
Com a alcalde de Barcelona, va donar l'obra Desconsol al Museu Nacional d'Art de Catalunya, i la plaça de Sanllehy fou batejada en honor seu.